# クルーザー級
クルーザー級（クルーザーきゅう、英: cruiserweight）は、ボクシングなどの格闘技で用いられる階級の1つ。意味は「巡洋艦」。

## ボクシング
プロボクシングでの契約ウェートは、175 - 200ポンド (79.379 - 90.719kg) 。ライトヘビー級とヘビー級の間の階級で、全17階級中2番目に重い階級。1980年設置。設置当初は、上限が190ポンド (86.182kg) であったが、後に現在の区分に改められた。クルーザー級はWBAおよびWBC、IBFの呼び方で、WBOではジュニアヘビー級と呼んでおり統一されていない。
女子はWBOでは男子と同じ契約ウェートで設置しているが（ジュニアヘビー級と呼んでいる）、WBAとWBCとIBFはクルーザー級を設置していない（WBCは168ポンド以上をヘビー級としている）。
アマチュアボクシングでは、男子80 - 96kgをクルーザー級と定めているが、女子はクルーザー級を設置していない。
初代世界王者は、WBCとIBFはマービン・カメル（アメリカ合衆国）、WBAはオジー・オカシオ（プエルトリコ）、WBOはブーン・パルツ（アメリカ合衆国）。
この階級での世界王座最多防衛記録はジョニー・ネルソン（イギリス）とマルコ・フック（ドイツ）（共にWBO）の13度。初の統一世界王者（当時はWBA・WBC・IBF）は、イベンダー・ホリフィールド。またオレクサンドル・ウシク（ウクライナ）が史上4人目となる主要4団体王座統一を、この階級で達成。
日本では西島洋介と高橋良輔がOPBF東洋太平洋クルーザー級王座を獲得している。西島はJBC非公認のWBFの世界クルーザー級王座も獲得し、西澤ヨシノリもJBC非公認のWPBFの世界クルーザー級王座を獲得した。

## 総合格闘技
総合格闘技での契約ウェートは、205 - 225ポンド (92.9864 - 102.058kg) 。ライトヘビー級とヘビー級の間の階級であり、全14階級中3番目に重い階級。2017年7月26日にボクシング・コミッション協会によって規定された。
UFC等のメジャー団体ではクルーザー級を設置していない。
「King of the Cage」では、クルーザー級を104.3kg（-230lb）契約と規定している。

## キックボクシング
ISKAでは、88.5kg (194lbs)契約に規定されている。

## K-1
M-1スポーツメディア体制のK-1（K-1 WORLD GP）での契約ウェートは90.0kgに規定されている。

## ムエタイ
ムエタイでの契約ウェートは、182 - 190ポンド (82.554 - 86.183kg) 。スーパーライトヘビー級とヘビー級の間の階級であり、全19階級中3番目に重い階級。世界ムエタイ評議会により規定されている。

## プロレス
通常は凡そ100kg未満(欧米での220パウンド≒99.8kgが根源)をジュニアヘビー級と呼ぶ事が多いが、アメリカなどではクルーザー級、ミッドヘビー級と呼ばれる。